# کریس کفری
کریس کفری (انگلیسی: Chris Caffery؛ زادهٔ ۹ سپتامبر ۱۹۶۷) یک موسیقی‌دان اهل ایالات متحده آمریکا است. وی از سال ۱۹۸۴ میلادی تاکنون مشغول فعالیت بوده‌است.